# Группа комплексных отражений
Группа комплексных отражений — конечная группа, действующая на конечномерном комплексном векторном пространстве определённым образом.

## Примеры
- Симметрическая группа
- Диэдральная группа
- группы Кокстера и в частности
  - группы Вейля
  - Группы симметрий правильных многогранников.

## Определение
Комплексное отражение конечномерного комплексного векторного пространства V — это элемент конечного порядка, фиксирующий точки гиперплоскости. 
Группа комплексных отражений — это конечная подгруппа, порожденная комплексными отражениями.

## Связанные определения
- Группа комплексных отражений W называется неприводимой, если пространство не содержит собственных W-инвариантых  подпространств.
  - В этом случае размерность векторного пространства называется рангом W.

## Классификация
Любая группа комплексных отражений представляется как произведение неприводимых групп комплексных отражений, действующая на прямой сумме соответствующих пространств. Поэтому достаточно расклассифицировать неприводимые комплексные группы отражений.
Неприводимые группы комплексных отражений включают бесконечное семейство {\displaystyle G(m,p,n)}, зависящее от трёх положительных целых параметров с {\displaystyle m\,\vdots \,p}, и 34 исключительных групп.
Группа {\displaystyle G(m,p,n)} имеет порядок {\displaystyle m^{n}\cdot n!/p}, является полупрямым произведением симметрической группы {\displaystyle S_{n}}, действующей перестановками на группе {\displaystyle n}-ок
{\displaystyle (\theta ^{a_{1}},\dots ,\theta ^{a_{n}}),}
таких, что {\displaystyle \theta } — примитивный корень {\displaystyle m}-ой степени из единицы и
{\displaystyle a_{1}+\dots +a_{n}\equiv 0{\pmod {p}}.}
Группу {\displaystyle G(m,p,n)} можно также описать как подгруппу индекса {\displaystyle p} обобщенной симметрической группы {\displaystyle S(m,n)}.
Особые случаи {\displaystyle G(m,p,n)}:
- {\displaystyle G(1,1,n)} является группой Кокстера An−1
- {\displaystyle G(2,1,n)} является группой Кокстера Bn = Cn
- {\displaystyle G(2,2,n)} является группой Кокстера Dn
- {\displaystyle G(m,p,1)} циклическая группа порядка m/p.
- {\displaystyle G(m,m,2)} является группой Кокстера I2(m) (и группа Вейля G2 при m = 6).
- Группа {\displaystyle G(m,p,n)} действует неприводимо на {\displaystyle \mathbb {C} ^{n}}, за исключением случаев {\displaystyle m=1}, {\displaystyle n>1} (симметрическая группа) и {\displaystyle G(2,2,2)} (Клейнова 4 группа), когда {\displaystyle \mathbb {C} ^{n}} распадается на сумму неприводимых представлений размерности {\displaystyle 1} и {\displaystyle n-1}.
- Две группы {\displaystyle G(m,p,n)} изоморфны как группы комплексных отражений, только если одна из них {\displaystyle G(m\cdot a,p\cdot a,n)}, а другая {\displaystyle G(m\cdot b,p\cdot b,n)} для некоторых положительных целых чисел {\displaystyle a} и {\displaystyle b}. Однако бывают и другие случаи, когда две такие группы изоморфны как абстрактные группы.

### Таблица
Есть несколько повторений в первых 3 строках этого списка, см. предыдущий раздел.
- ШТ номер Шепарда — Тодда группы.
- Ранг размерность комплексного векторного пространства группа, на котором она действует.
- Структура описывает структуру группы. Символ «*» обозначает центральное произведение[англ.] двух групп. T, O и I обозначают группы вращений тетраэдра, октаэдра и икосаэдра, порядки этих групп соответственно 12, 24 и 60.
- Порядок —  число элементов группы.
- Отражения — число отражений: 26412 означает, что есть 6 отражений порядка 2 и 12 порядка 4.
- Степени — степени инвариантов кольца полиномиальных инвариантов. Например, инварианты группа № 4 форма кольцо полиномов с 2 образующими степеней 4 и 6.

| ШТ | Ранг | Структура                                                                      | Порядок   | Отражения                         | Степени                | Костепени                                                               |
| -- | ---- | ------------------------------------------------------------------------------ | --------- | --------------------------------- | ---------------------- | ----------------------------------------------------------------------- |
| 1  | n−1  | Симметрическая группа G(1,1,n) = Sym(n)                                        | n!        | 2n(n − 1)/2                       | 2, 3, ...,n            | 0,1,...,n − 2                                                           |
| 2  | n    | G(m,p,n) m > 1, n > 1, p\|m (G(2,2,2) приводима)                               | mn!/p     | 2mn(n−1)/2,dnφ(d) (d\|m/p, d > 1) | m,2m,..,(n − 1)m; mn/p | 0,m,..., (n − 1)m если p < m; 0,m,...,(n − 2)m, (n − 1)m − n если p = m |
| 3  | 1    | Циклическая группа G(m,1,1) = Zm                                               | m         | dφ(d) (d\|m, d > 1)               | m                      | 0                                                                       |
| 4  | 2    | Z2.T = 3[3]3,                                                                  | 24        | 38                                | 4,6                    | 0,2                                                                     |
| 5  | 2    | Z6.T = 3[4]3,                                                                  | 72        | 316                               | 6,12                   | 0,6                                                                     |
| 6  | 2    | Z4.T = 3[6]2,                                                                  | 48        | 2638                              | 4,12                   | 0,8                                                                     |
| 7  | 2    | Z12.T =〈3,3,3〉2, 〈3,3,2〉6                                                  | 144       | 26316                             | 12,12                  | 0,12                                                                    |
| 8  | 2    | Z4.O = 4[3]4,                                                                  | 96        | 26412                             | 8,12                   | 0,4                                                                     |
| 9  | 2    | Z8.O = 4[6]2,                                                                  | 192       | 218412                            | 8,24                   | 0,16                                                                    |
| 10 | 2    | Z12.O = 4[4]3,                                                                 | 288       | 26316412                          | 12,24                  | 0,12                                                                    |
| 11 | 2    | Z24.O = 〈4,3,2〉12                                                            | 576       | 218316412                         | 24,24                  | 0,24                                                                    |
| 12 | 2    | Z2.O= GL2(F3)                                                                  | 48        | 212                               | 6,8                    | 0,10                                                                    |
| 13 | 2    | Z4.O = 〈4,3,2〉2                                                              | 96        | 218                               | 8,12                   | 0,16                                                                    |
| 14 | 2    | Z6.O = 3[8]2,                                                                  | 144       | 212316                            | 6,24                   | 0,18                                                                    |
| 15 | 2    | Z12.O = 〈4,3,2〉6                                                             | 288       | 218316                            | 12,24                  | 0,24                                                                    |
| 16 | 2    | Z10.I = 5[3]5,                                                                 | 600       | 548                               | 20,30                  | 0,10                                                                    |
| 17 | 2    | Z20.I = 5[6]2,                                                                 | 1200      | 230548                            | 20,60                  | 0,40                                                                    |
| 18 | 2    | Z30.I = 5[4]3,                                                                 | 1800      | 340548                            | 30,60                  | 0,30                                                                    |
| 19 | 2    | Z60.I = 〈5,3,2〉30                                                            | 3600      | 230340548                         | 60,60                  | 0,60                                                                    |
| 20 | 2    | Z6.I = 3[5]3,                                                                  | 360       | 340                               | 12,30                  | 0,18                                                                    |
| 21 | 2    | Z12.I = 3[10]2,                                                                | 720       | 230340                            | 12,60                  | 0,48                                                                    |
| 22 | 2    | Z4.I = 〈5,3,2〉2                                                              | 240       | 230                               | 12,20                  | 0,28                                                                    |
| 23 | 3    | W(H3) = Z2 × PSL2(5), · группа Коксетера [5,3],                                | 120       | 215                               | 2,6,10                 | 0,4,8                                                                   |
| 24 | 3    | W(J3(4)) = Z2 × PSL2(7), Klein · [1 1 14]4,                                    | 336       | 221                               | 4,6,14                 | 0,8,10                                                                  |
| 25 | 3    | W(L3) = W(P3) = 31+2.SL2(3), · группа Гессе 3[3]3[3]3,                         | 648       | 324                               | 6,9,12                 | 0,3,6                                                                   |
| 26 | 3    | W(M3) =Z2 ×31+2.SL2(3), · группа Гессе, 2[4]3[3]3,                             | 1296      | 29 324                            | 6,12,18                | 0,6,12                                                                  |
| 27 | 3    | W(J3(5)) = Z2 ×(Z3.Alt(6)), группа Влентиера · [1 1 15]4,                      | 2160      | 245                               | 6,12,30                | 0,18,24                                                                 |
| 28 | 4    | W(F4) = (SL2(3)* SL2(3)).(Z2 × Z2) · группа Вейля [3,4,3],                     | 1152      | 212+12                            | 2,6,8,12               | 0,4,6,10                                                                |
| 29 | 4    | W(N4) = (Z4*21 + 4).Sym(5) · [1 1 2]4,                                         | 7680      | 240                               | 4,8,12,20              | 0,8,12,16                                                               |
| 30 | 4    | W(H4) = (SL2(5)*SL2(5)).Z2 · группа Коксетера [5,3,3],                         | 14400     | 260                               | 2,12,20,30             | 0,10,18,28                                                              |
| 31 | 4    | W(EN4) = W(O4) = (Z4*21 + 4).Sp4(2)                                            | 46080     | 260                               | 8,12,20,24             | 0,12,16,28                                                              |
| 32 | 4    | W(L4) = Z3 × Sp4(3), · 3[3]3[3]3[3]3,                                          | 155520    | 380                               | 12,18,24,30            | 0,6,12,18                                                               |
| 33 | 5    | W(K5) = Z2 ×Ω5(3) = Z2 × PSp4(3)= Z2 × PSU4(2) · [1 2 2]3,                     | 51840     | 245                               | 4,6,10,12,18           | 0,6,8,12,14                                                             |
| 34 | 6    | W(K6)= Z3.Ω− · 6(3).Z2, группа Митчела · [1 2 3]3,                             | 39191040  | 2126                              | 6,12,18,24,30,42       | 0,12,18,24,30,36                                                        |
| 35 | 6    | W(E6) = SO5(3) = O− · 6(2) = PSp4(3).Z2 = PSU4(2).Z2, · группа Вейля [32,2,1], | 51840     | 236                               | 2,5,6,8,9,12           | 0,3,4,6,7,10                                                            |
| 36 | 7    | W(E7) = Z2 ×Sp6(2), · группа Вейля [33,2,1],                                   | 2903040   | 263                               | 2,6,8,10,12,14,18      | 0,4,6,8,10,12,16                                                        |
| 37 | 8    | W(E8)= Z2.O+ · 8(2), · группа Вейля [34,2,1],                                  | 696729600 | 2120                              | 2,8,12,14,18,20,24,30  | 0,6,10,12,16,18,22,28                                                   |

## Свойства
- Конечная группа, действующая на комплексном векторном пространстве, является  группой комплексных отражений тогда и только тогда, когда кольцо инвариантов является полиномиальным кольцом.

- Если {\displaystyle \ell } — ранг группы отражений, то степени {\displaystyle d_{1}\leq d_{2}\leq \ldots \leq d_{\ell }} образующих кольца инвариантов называются степенями W. Они перечислены в столбце выше столбце «степени». Многие другие инварианты группы определяются степенями:
  - Центр неприводимой группы отражений является циклическим и его порядок равен наибольшему общему делителю степеней.
  - Порядок группы отражений равен произведению его степеней.
  - Число отражений группы равно сумме степеней минус ранг.
  - Степени {\displaystyle d_{i}} удовлетворяют следующему тождеству
{\displaystyle \prod _{i=1}^{\ell }(q+d_{i}-1)=\sum _{w\in W}q^{\dim(V^{w})}.}
- Каждая неприводимая группа комплексных отражений имеет минимальное число образующих, {\displaystyle n} или {\displaystyle n+1} отражений.
  - Минимальное число образующих равно n эквивалентно тому, что {\displaystyle d_{i}+d_{i}^{*}=d_{\ell }} для всех {\displaystyle i}.
    - В частности, для группы {\displaystyle G(m,p,n)} это выполняется только при р = 1 или m.